# ویلیام هوگنسون
ویلیام هوگنسون (انگلیسی: William Hogenson; ۲۶ اکتبر ۱۸۸۴ – ۱۴ اکتبر ۱۹۶۵) دونده، و ورزشکار دو و میدانی اهل ایالات متحده آمریکا بود.